# Jos. Schneider Optische Werke
Jos. Schneider Optische Werke GmbH (kurz: Schneider-Kreuznach) mit Sitz in Bad Kreuznach ist ein weltweit bekanntes optisch-feinmechanisches Unternehmen.
1913 in Bad Kreuznach an der Nahe gegründet, firmierte das Unternehmen seit 1922 offiziell als Jos. Schneider Optische Werke, im Logo kurz auch als Schneider-Kreuznach. Hauptsitz der internationalen Schneider-Gruppe ist Bad Kreuznach. Die Schneider-Gruppe ist nach einem Konkurs im Jahre 1982 im Besitz der Familie des 2002 verstorbenen Fotoindustriellen Heinrich Manderman.
Nach einer Neuausrichtung der Unternehmensstruktur entstand neben den beiden Geschäftsfeldern Film & Photo sowie Imaging Systems der dritte Bereich Precision Engineering.

## Firmengeschichte

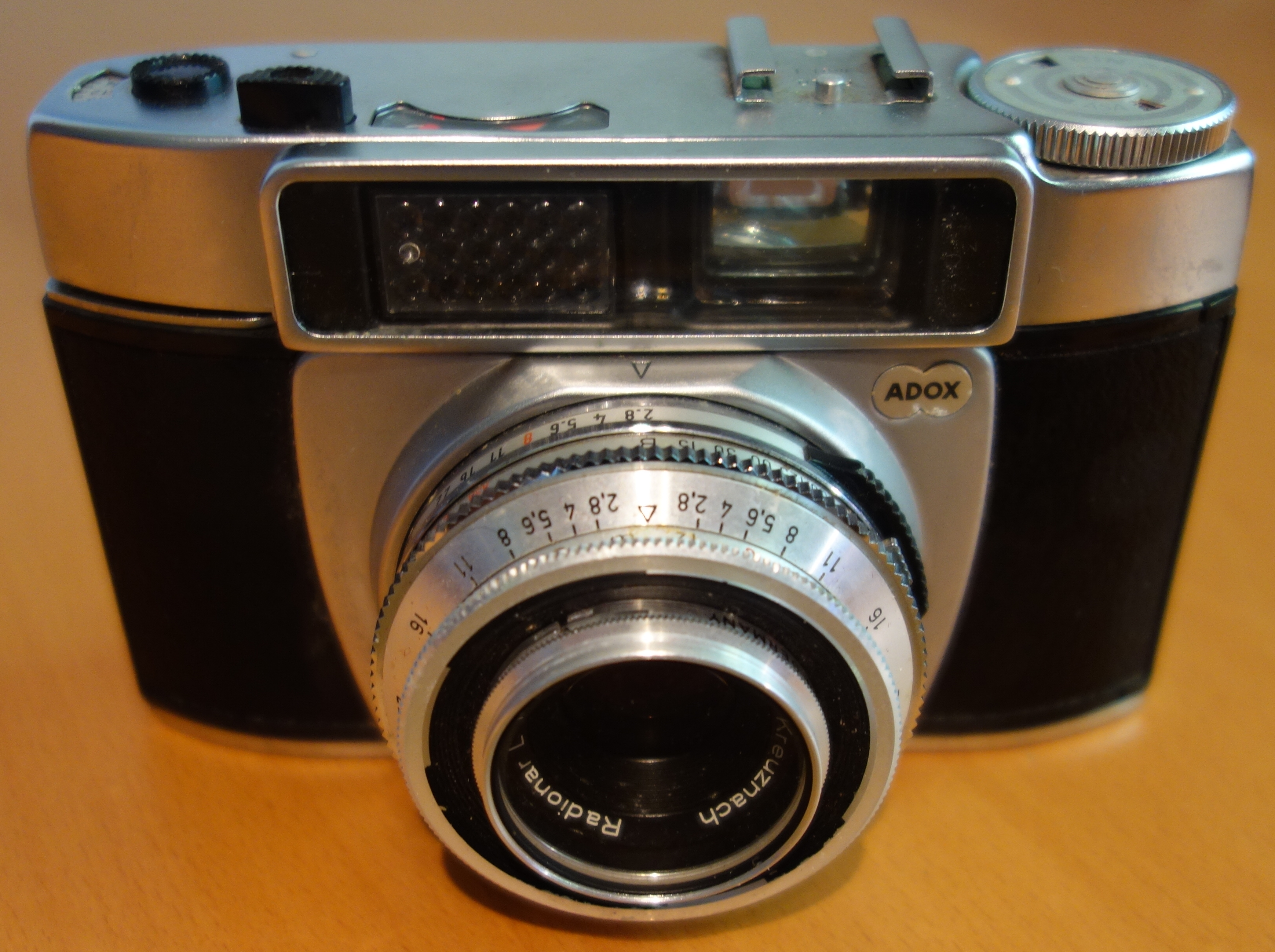
Alte Adox Prontor 500 LK mit Objektiv Radionar L 1:2,8/45 von Schneider-Kreuznach

Das Unternehmen begann nach der Gründung 1913 durch Joseph Schneider mit der Entwicklung und Produktion von Fotoobjektiven. Zwei Jahre später wurden schon die ersten Kinoprojektionsobjektive hergestellt. 1920 wurden die ersten Weitwinkelobjektive für das Großformat berechnet. Prägend für die weltweit erfolgreichen Produktentwicklungen von 1924 bis Mitte der 1940er Jahre war sein Chef-Konstrukteur Albrecht Wilhelm Tronnier, der ab 1936 in (seiner Heimatstadt) Göttingen ISCO aufbaute.
Die ersten Objektive mit veränderlicher Brennweite wurden 1957 entwickelt. Der Bereich Feinwerktechnik entwickelt, produziert und vertreibt seit 1961 elektrohydraulische und elektropneumatische Servoventile mit elektronischen Reglern. Schneider führte 1964 als einer der ersten Produzenten Zoomobjektive für Film, Fotografie und Fernsehen ein. Sie wurden beispielsweise auch in Nizo-Filmkameras eingesetzt. 1972 expandierte Schneider mit der Vertriebstochter Schneider Optics Inc. in die USA.
Die Krise der Schmalfilmfotografie Anfang der 1980er Jahre hatte auch für Schneider existenzielle Bedeutung. Das inzwischen in eine Aktiengesellschaft umgewandelte und von Hans Joseph Schneider geführte Unternehmen musste 1982 Insolvenz anmelden. Neuer Mehrheitsaktionär, Investor und Unternehmensleiter wurde der Fotounternehmer Heinrich Manderman. Im Zuge des Konkursverfahrens wurde 1982 das Firmenarchiv an das Landeshauptarchiv Koblenz abgegeben.
Seit 1984 sind Brillengläser aus Silikat-Glas und Kunststoff im Vertriebsprogramm. Mit der Übernahme der B+W Filterfabrik (gegr. 1947 durch Walter Biermann und Johannes Weber in Berlin) im Jahr 1985 und der Produktion von Käsemann-Polarisationselementen in Glas und Kunststoff kam der Geschäftsbereich Fotofilter hinzu. Asphärische Großformatobjektive wurden seit 1999 gefertigt, moderne Kino-Projektionsobjektive mit Irisblende sind seit 2003 auf dem Markt.
Die Schneider-Gruppe expandierte ab 1997 durch Gründung der Tochtergesellschaften Pentacon GmbH Foto- und Feinwerktechnik (einem Teil des ehemaligen Kombinat VEB Pentacon, Dresden), durch Übernahme der Century Precision Optics in den USA, der Integration der ISK OPTICS GmbH (ehemals ISCO Gruppe Göttingen) und der Gründung von Niederlassungen in Südkorea, Hongkong und China.
1997 gab Heinrich Manderman aus gesundheitlichen Gründen die Geschäftsleitung vollständig an Peter Weber ab, den er bereits 1992 zum Geschäftsführer berufen hatte. Nach dem Tod von Heinrich Manderman 2002 wurde seine Tochter Ethel Cygler Hauptgesellschafterin der Jos. Schneider Optische Werke GmbH. Seit Anfang 2003 war Josef Staub Alleingeschäftsführer, im November 2015 beendete er seine Tätigkeit, ihm folgte im April 2016 Thomas Kessler nach. Seit 1. April 2020 leitet Wolfgang Ullrich die Schneider-Gruppe,

## Schneider-Gruppe
Zur Schneider-Gruppe gehören neben der 1913 gegründeten Jos. Schneider Optische Werke GmbH mit dem Stammsitz Bad Kreuznach, Deutschland, vier Tochtergesellschaften.
- Pentacon GmbH Dresden
- Schneider Optics, Inc. New York & Los Angeles, USA
- Schneider Asia Pacific Ltd. Hongkong
- Schneider Optical Technologies (Shenzhen) Co. Ltd. Shenzhen, China

## Aktuelle Tätigkeiten und Produkte

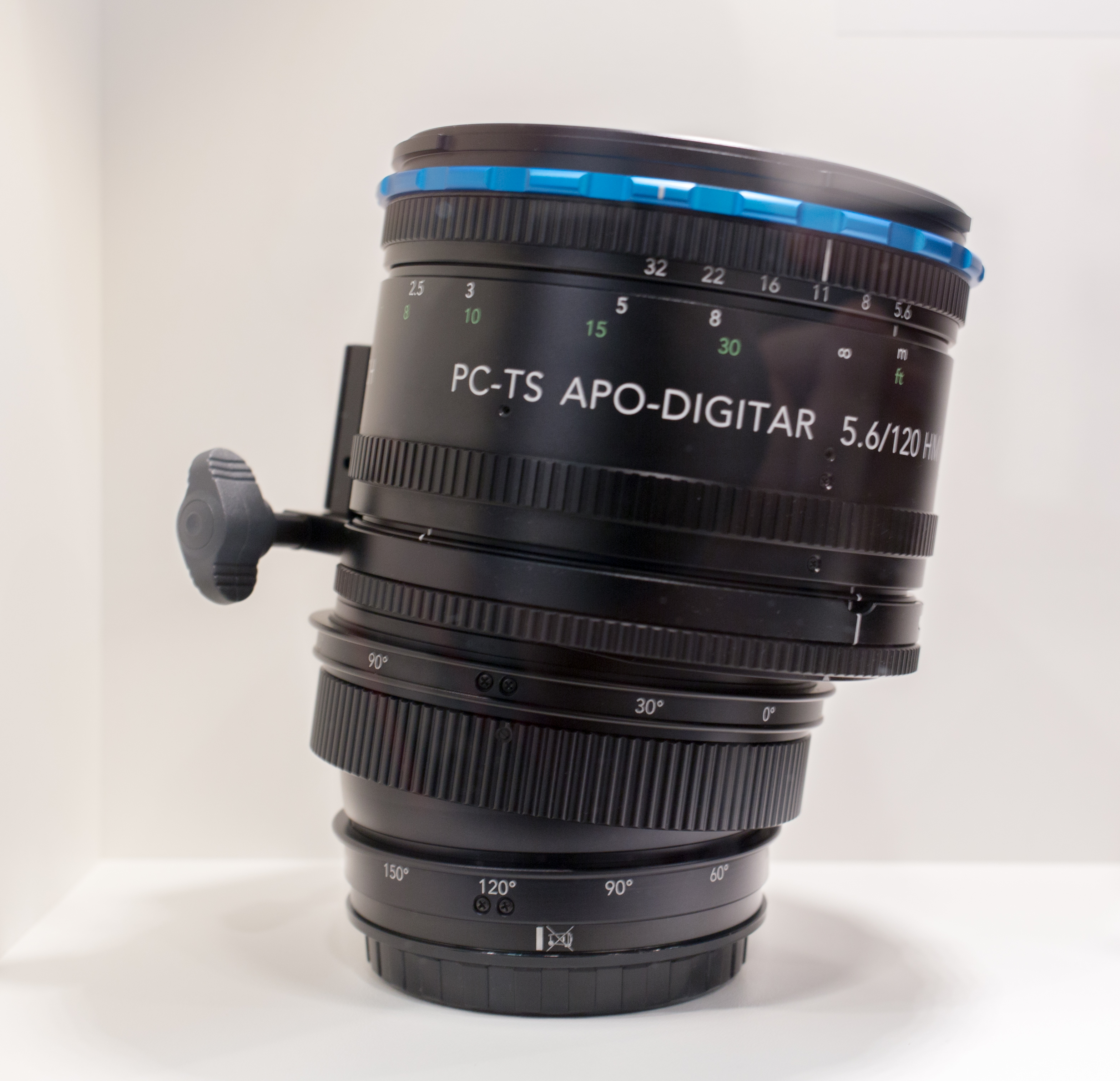
PC-TS Apo-Digitar 1:5,6/120mm für Mittelformat-Mamiya/Phase One

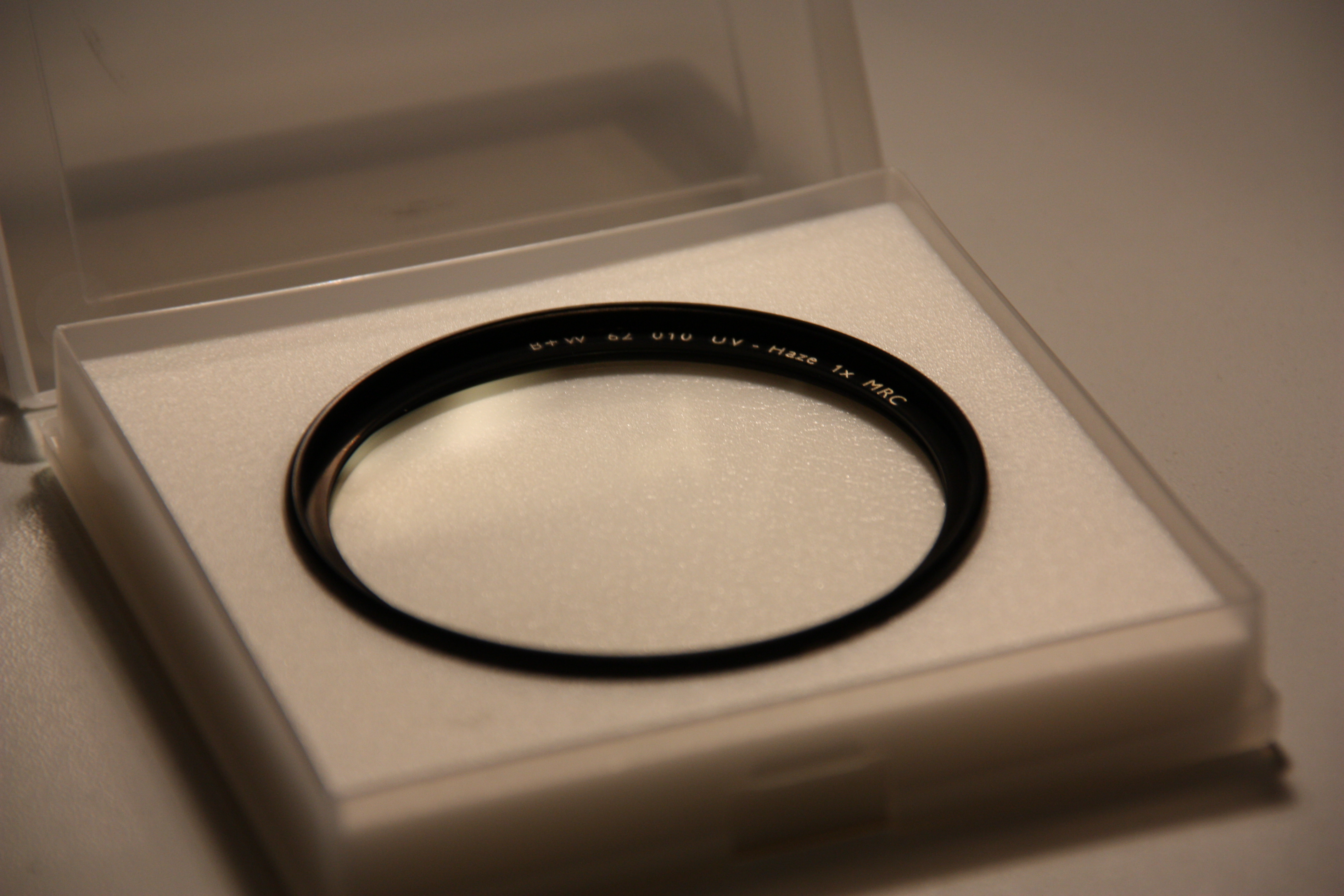
B+W UV Filter

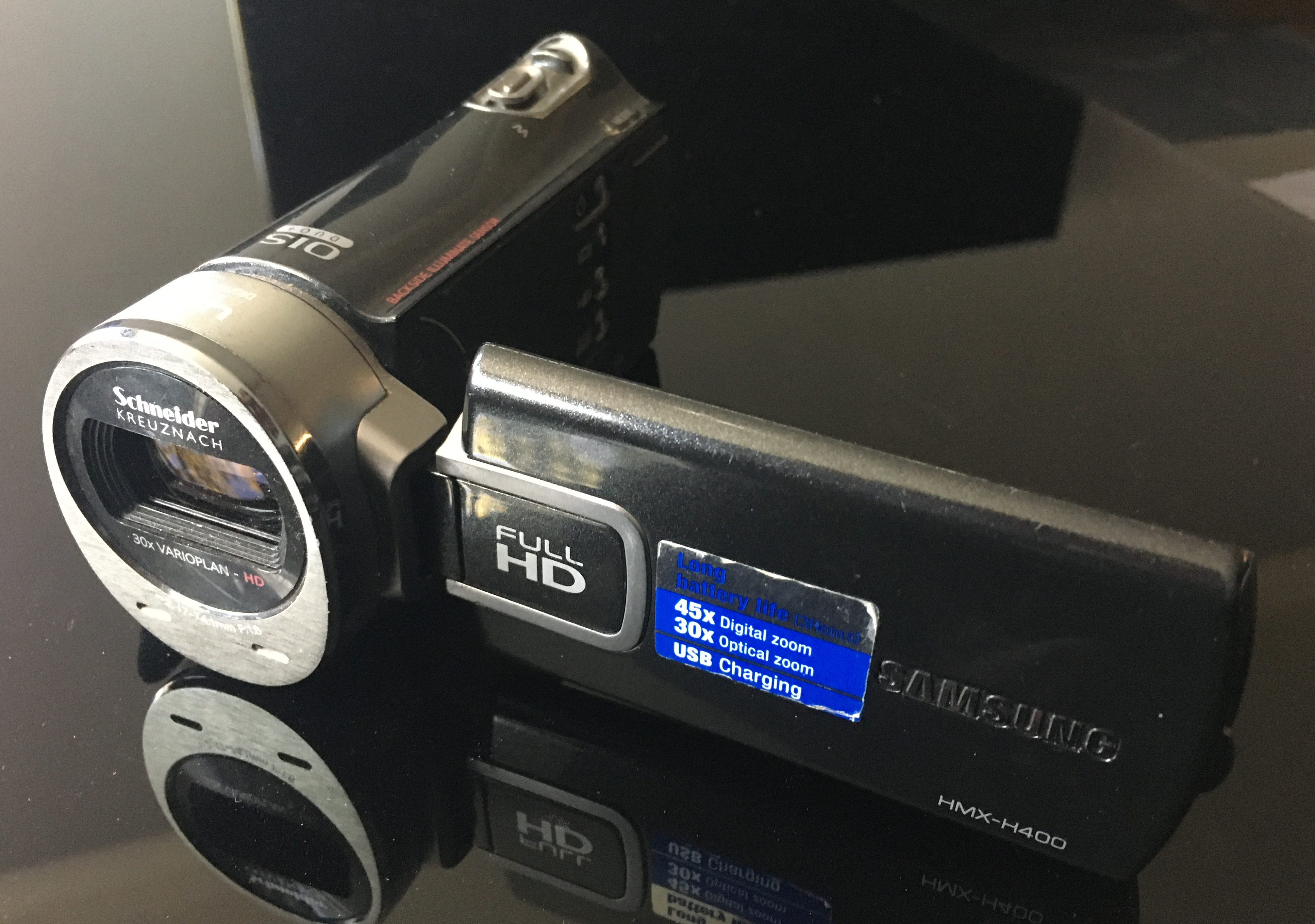
Samsung HD-Camcorder mit Schneider-Objektiv, 2012

Kernkompetenzen des Unternehmens sind:
- Optikdesign,
- Mechanikdesign,
- Messtechnik für optische Systeme (MTF, Interferometrie, Spektralphotometrie usw.),
- Hochwertige Optikfertigung (inklusive Asphärentechnologie),
- Präzisionsfeinmechanik,
- Design und Herstellung von Dünnschichtsystemen.

Aktuelle Tätigkeitsfelder sind unter anderem:
- Berührungslose Messtechnik mittels digitaler Bildverarbeitung,
- Bildaufnahme und -verarbeitung
- Digitale Projektion (LCD, DMD)
- Gerätebau für optische Instrumente

Schneider-Kreuznach ist spezialisiert auf die Entwicklung und Produktion von Hochleistungsobjektiven. Die Produktpalette umfasst Vergrößerungsobjektive, Kino-Projektionsobjektive für alle gängigen Formate der analogen und digitalen Technik, Projektoren und Objektive für den HomeCinema-Bereich, Objektive für diverse technische Anwendungen, Lupen zur visuellen Kontrolle, fotografische Filter (B+W Filter) für digitale und analoge (Schwarzweiß- und Farbfilm) Fotografie sowie Softwarefilter für digitale Bildbearbeitung, optische Filter für unterschiedlichste industrielle Anwendungen, elektrohydraulische und elektropneumatische Servoventile mit elektronischen Reglern und Einstärken-, Mehrstärken- und Gleitsichtgläser. Auch in Bereichen der digitalen Kinoprojektion, des HomeCinema, E-Cinema und der Simulation ist Schneider-Kreuznach aktiv. In dem Smartphone Blackberry Priv, welches das erste auf Android basierende Gerät von BlackBerry ist, werden Kameratechnik und Objektive von Schneider-Kreuznach verbaut.
Schneider-Kreuznach war zudem Hersteller/Entwickler von Mittelformat-Objektiven für Hasselblad (V-Serie), Rollei (6000-Serie), Alpa (mit Entfernungsschnecke versehene Großformatobjektive), Exakta (Exakta 66 mit P6-Bajonett) und Phase One/Mamiya. Daneben produzierte man Aufnahmeobjektive für Kleinbild- und Großformat-Objektive inklusive Verschlüsse für die Digitalfotografie. In der Digitalfotografie kooperierte Schneider-Kreuznach mit den Kameraherstellern Kodak, Samsung und Phase One/Mamiya. 2016 beendete Schneider-Kreuznach seine Pläne in der Objektiventwicklung für MFT-Kameras, um sich auf den Markt für Vollformatsensorkameras in Film und Foto zu konzentrieren.

## Besondere Ereignisse
Die NASA setzte bei ihren Weltraummissionen „Lunar Orbiter“ des Apollo-Programms von 1959 bis 1976 und bei den Space-Shuttle-Flügen seit 1990 Schneider-Objektive ein. In Vorbereitung der ersten Mondlandung lieferten Schneider-Objektive Bildmaterial zur Kartografie des Mondes.
Die Firma (bzw. deren Mitarbeiter) erhielten 1976, 1978, 1989, 2000, 2001 und 2006 den Academy Technical Achievement Award, der von der Academy of Motion Picture Arts and Sciences analog zu den Oscars verliehen wird.

## Film
- Die Durchblicker aus Bad Kreuznach. Jos. Schneider Optische Werke in Bad Kreuznach. (Alternativtitel: Schneider-Optik – Die Durchblicker aus Bad Kreuznach.) Dokumentarfilm, Deutschland, 2011, 28:55 Min., Buch und Regie: Thomas Niemietz, Produktion: SWR, Reihe: made in rheinland-pfalz, Erstsendung: 12. Oktober 2011 bei SWR, Inhaltsangabe und online-Video von ARD.